# Markus Oehlen
Markus Oehlen (né en 1956 à Krefeld, Allemagne) est un peintre allemand, dont l'œuvre se rattache au courant néo-expressionniste allemand, appelé aussi les « Nouveaux Fauves ».

## Biographie
Markus Oehlen étudie à l'Académie des beaux-arts de Düsseldorf et apparaît sur la scène de l'art contemporain au début des années 1980 au sein d'une génération d'artistes, tels que Martin Kippenberger, Georg Herold ou Werner Büttner, qui se montre particulièrement critique à l'égard de l'idéologie dominante de son époque.
Il est le frère de Albert Oehlen.

## Collections publiques

### Allemagne
- Museum Frieder Burda, Baden-Baden
- Zentrum für Kunst und Medientechnologie (ZKM), Karlsruhe
- Städtisches Museum Abteiberg, Mönchengladbach
- Kunstraum Grässlin, Sankt Georgen
- Kunsthalle Weishaupt, Ulm
- Museum Villa Haiss, Zell a.H.
- Collection d'art contemporain de la République fédérale d'Allemagne, Bonn

### Autriche
- Essl Museum, Klosterneuburg

### États-Unis
- Saint Louis Art Museum, Saint Louis

### Turquie
- Proje4L/Elgiz Museum of Contemporary Art, Istanbul